# Filippínó-tengeri csata
A filippínó-tengeri csata  döntő tengeri ütközet volt a második világháború vége felé, 1944. június 19-20-án, amelyben a Japán Császári Haditengerészet csapott össze az amerikai haditengerészettel.

## Az ütközet
Az ütközet célja amerikai részről az volt, hogy megsemmisítse a japán tengerészet repülőgép-hordozóinak nagy részét, csökkentve azok műveleti lehetőségeit, továbbá fedezze a Mariana-szigetek elleni offenzívát. Ez a tengeri csata volt az ötödik és egyben utolsó fő, repülőgép-hordozók között lezajlott ütközet a két haditengerészet között. Az amerikai Ötödik flotta a japán haditengerészet Egyesített flottájával és más tengerészeti, szárazföldi alakulataival, valamint a környező szigeteken települő helyőrségeivel nézett szembe.

Egy térkép a csatáról: a Fülöp-szigetekről induló japán flottaerők a Marianna-szigeteknél ütköztek meg az amerikai Ötödik flottával, majd Okinava felé távoztak

Az ütközet köznapi amerikai beceneve a „Mariana-szigeteki nagy pulykalövészet” (Great Marianas Turkey Shoot) lett, mely jól mutatta a japán repülőerők aránytalan veszteségeit az amerikai vadászpilótákkal és légvédelmi alakulatokkal szemben. Az amerikai veszteségek alacsony mivoltát jól jellemezi az, amit a csata alatt a USS Lexington egyik pilótája mondott: „Olyan ez, mint a régi idők egy pulykalövészete!” A drasztikus különbségű végeredmény nagyban az amerikai fejlesztéseknek volt köszönhető: alaposabban kiképzett pilóták, kezelő- és kiszolgálószemélyzetek, széleskörűbb harctéri taktikák, egyszerűbb, üzembiztosabb gyártástechnológiák bevezetése, erősebb és hatékonyabb harceszközök, repülőgépek, hadihajók, légvédelmi rendszerek alkalmazása, továbbá az információszerzés újszerű eszközeivel hatékonyabban vezetett alakulatok, amelyekkel a japán hadigépezet már nem tudott lépést tartani sem mennyiségi, sem minőségi értelemben. Végül a Japán Császári Haditengerészet elvesztett a bevetett öt repülőgép-hordozójából hármat, valamint annyi repülőgépet és képzett személyzetét (550-645 között), melyet képtelen lett pótolni és beérni akár korábbi állapotát, miközben ellenfele tovább fejlődött, hódította vissza elfoglalt területeit és drasztikusan csökkentette a japán erőforrásokat. A négy hónappal későbbi leyte-öbölbeli csata végleg megpecsételte mind a japán haditengerészet, mind pedig  a Birodalom sorsát.

## Az ütközetben részt vevő haditengerészeti erők

### U.S. Navy

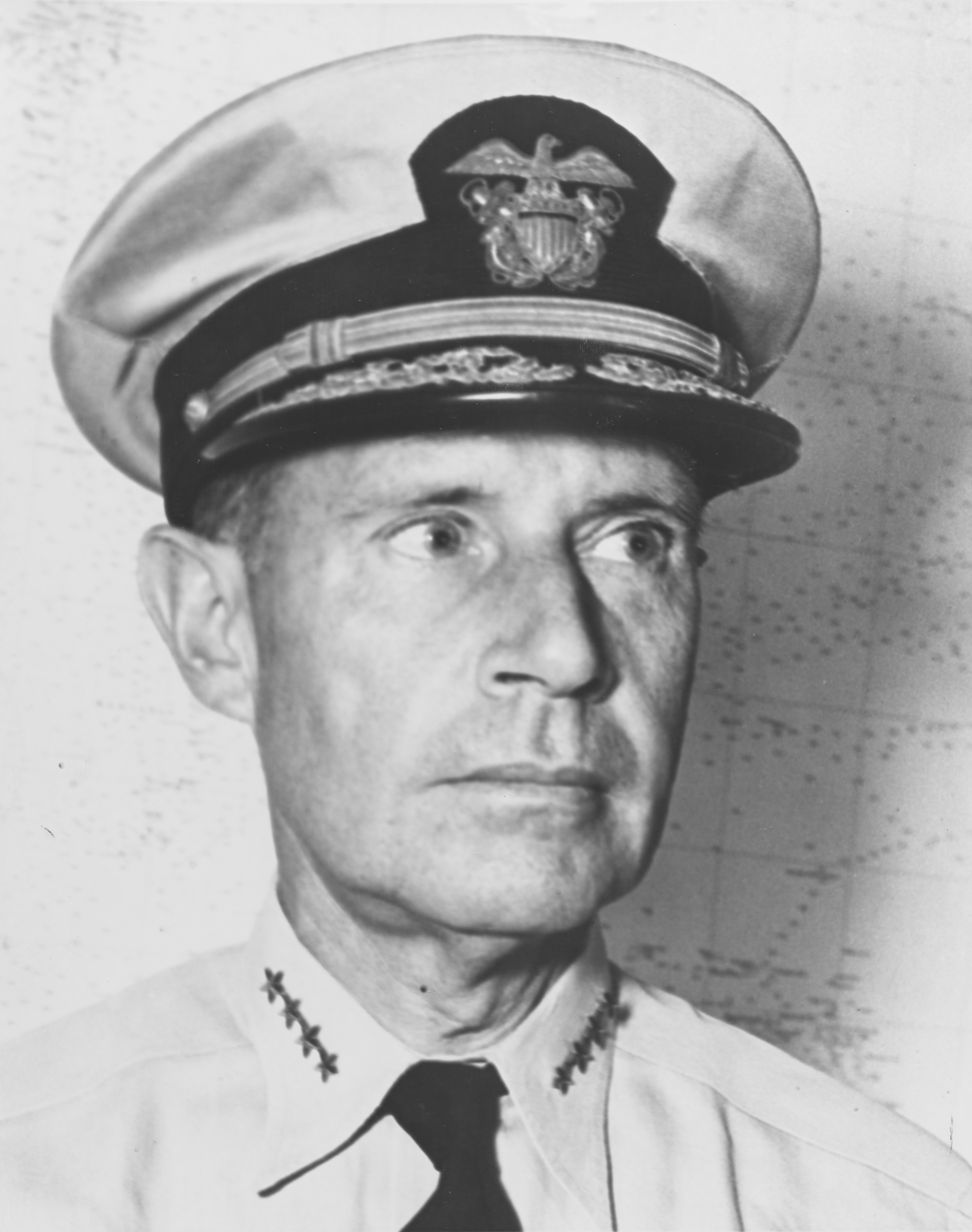
Raymond Spruance (1886-1969) amerikai tengernagy, a filippínó-tengeri csatában részt vevő Ötödik Flotta (Fifth Fleet) főparancsnoka.
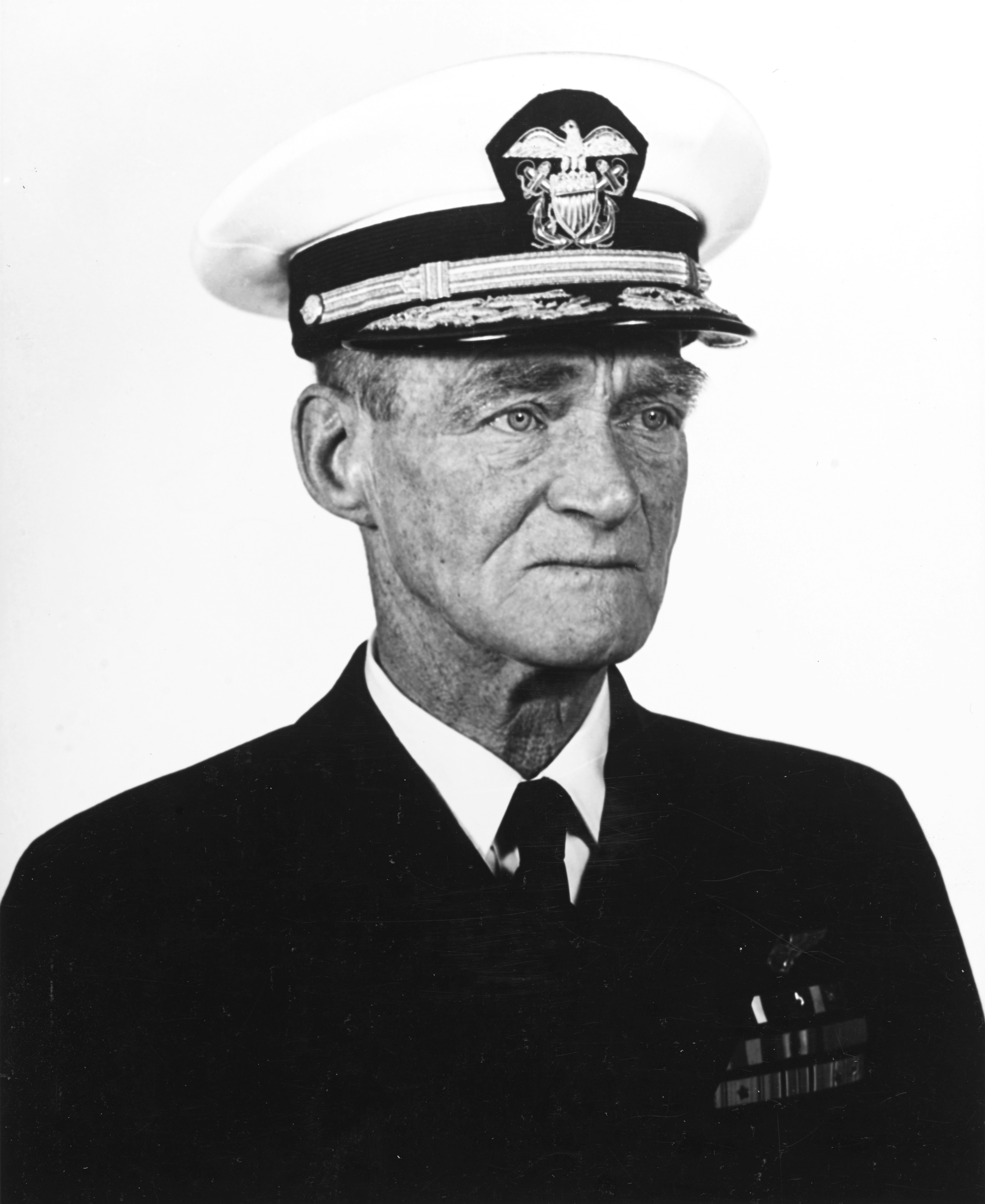
Marc Andrew "Pete" Mitscher (1887-1947) amerikai tengernagy, az Ötödik Flotta részét képező Task Force 58 parancsnoka.

Fifth Fleet - főparancsnok: Raymond Spruance tengernagy, zászlóshajó: USS Indianapolis nehézcirkáló
Task Force 58 (TF58) - parancsnok: Marc Mitscher tengernagy, zászlóshajó: USS Lexington repülőgép-hordozó
Task Group 58.7 (TG-58.7) - parancsnok: Willis Lee altengernagy, hét gyors csatahajó (USS Washington /zászlóshajó/, USS North Carolina, USS South Dakota, USS Indiana, USS Alabama, USS Iowa, USS New Jersey), nyolc nehézcirkáló (USS Baltimore, USS Boston, USS Canberra, USS Indianapolis, USS Wichita, USS Minneapolis, USS New Orleans, USS San Francisco).
A repülőgép-hordozók négy Task Group kötelékébe voltak beosztva.
Task Group 58.1 (TG-58.1) - parancsnok: Joseph Clark ellentengernagy, két repülőgép-hordozó (USS Hornet, USS Yorktown), két könnyű repülőgép-hordozó (USS Belleau Wood, USS Bataan)
Task Group 58.2 (TG-58.2) - parancsnok: Alfred E. Montgomery ellentengernagy, két repülőgép-hordozó (USS Bunker Hill, USS Wasp), két könnyű repülőgép-hordozó (USS Cabot, USS Monterey)
Task Group 58.3 (TG-58.3) - parancsnok John W. Reeves ellentengernagy, két repülőgép-hordozó (USS Enterprise, USS Lexington) két könnyű repülőgép-hordozó (USS San Jacinto, USS Princeton)
Task Group 58.4 (TG-58.4) - parancsnok: William K. Harrill ellentengernagy, egy repülőgép-hordozó (USS Essex), két könnyű repülőgép-hordozó (USS Langley, USS Cowpens)
Ezen flottakötelékek kíséretét 13 könnyűcirkáló, 58 romboló és 28 tengeralattjáró biztosította.
A Saipan invázióját végrehajtó, szintén az Ötödik Flotta alárendeltségébe tartozó Task Force 52 (TF52) közvetlenül nem vett részt a filippínó-tengeri csatában, csak kísérő hordozói egyes repülőgépei által. Parancsnoka Kelly Turner altengernagy, később tengernagy volt. A kötelék hét csatahajóból, tizenegy cirkálóból, hét kísérő repülőgép-hordozóból és rombolófedezetükből állt.

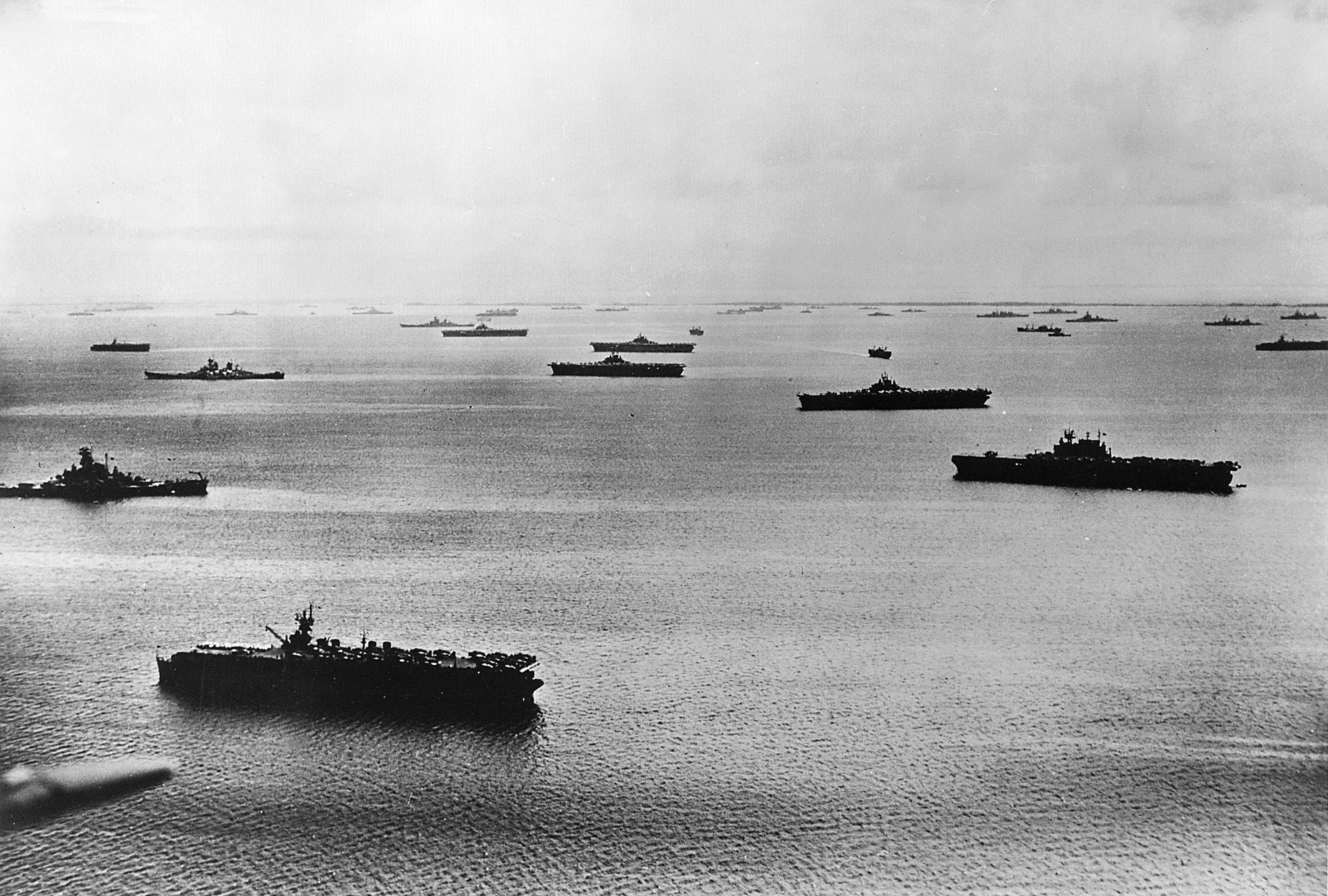
Az amerikai Ötödik Flotta egységei a Majuro atollnál, 1944-ben.
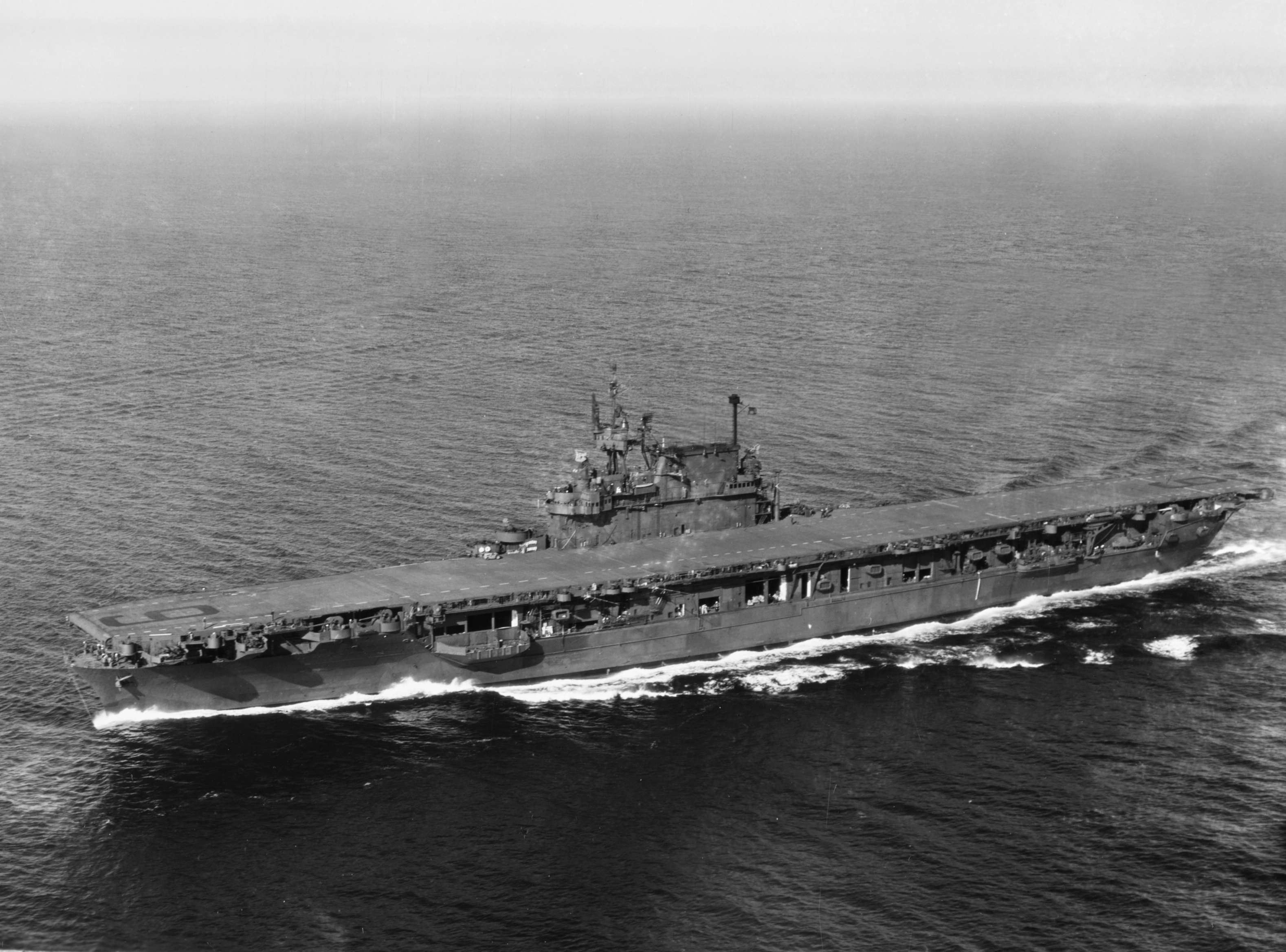
A legendás USS Enterprise (CV-6) amerikai repülőgép-hordozó 1945-ben, Puget Sound-nál.
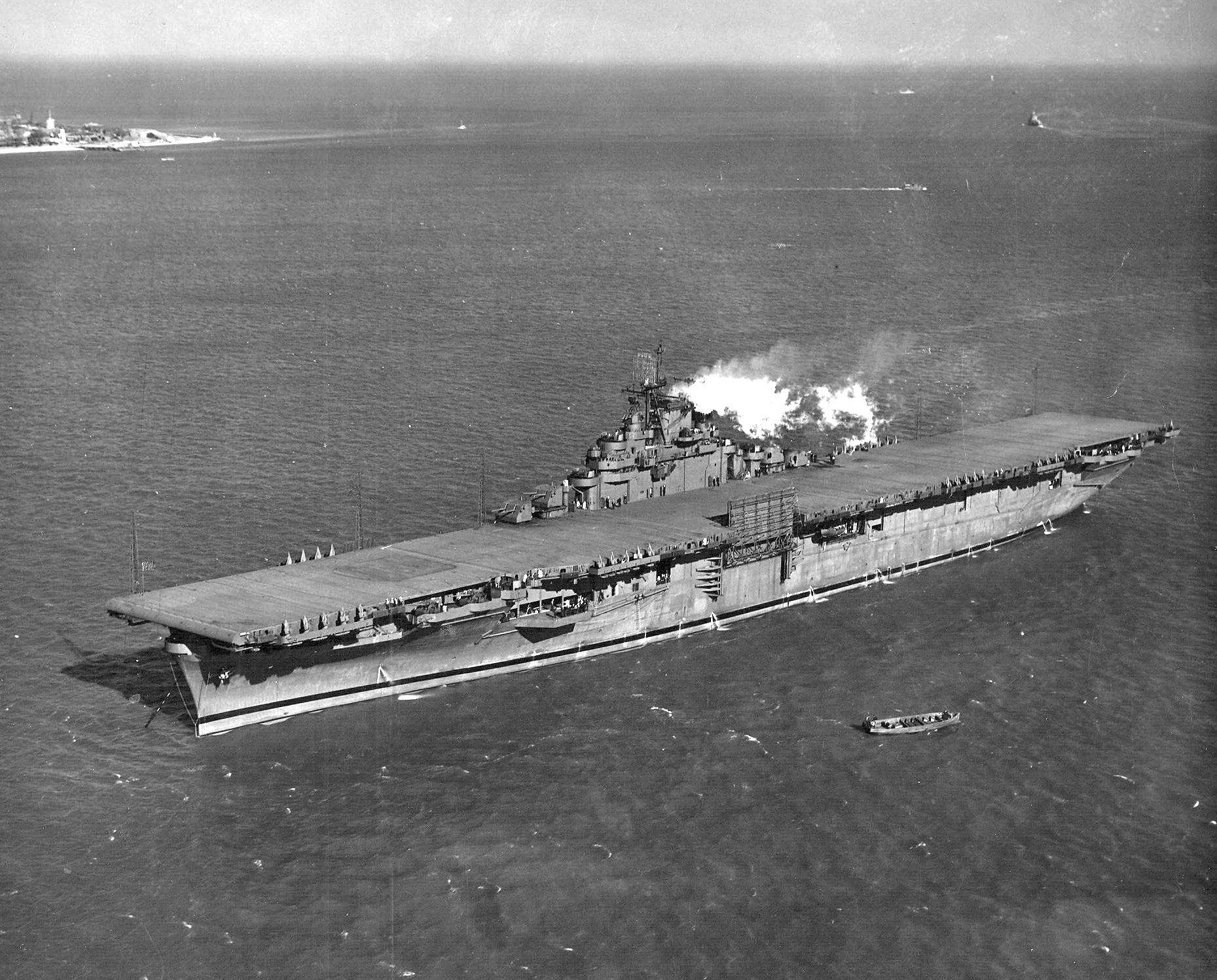
Osztálya névadója, a USS Essex amerikai repülőgép-hordozó, hét testvérhajójával együtt harcolt a filippínó-tengeri csatában. A típusból összesen 24 egység épült, ezek voltak a legjobb amerikai hordozók a második világháborúban.
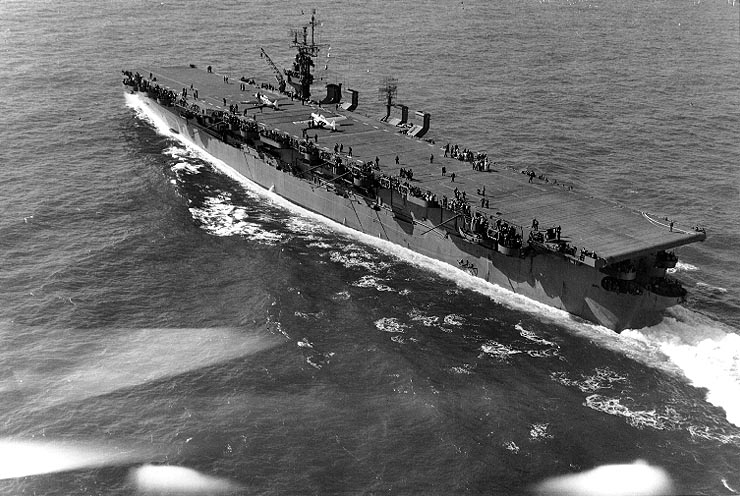
A USS Langley (CVL-27), a 9 Independence osztályú amerikai könnyű repülőgép-hordozó egyike. A típus félkész Cleveland osztályú nagy könnyűcirkálók hajótestének felhasználásával épült. A csatában 8 vett részt közülük.
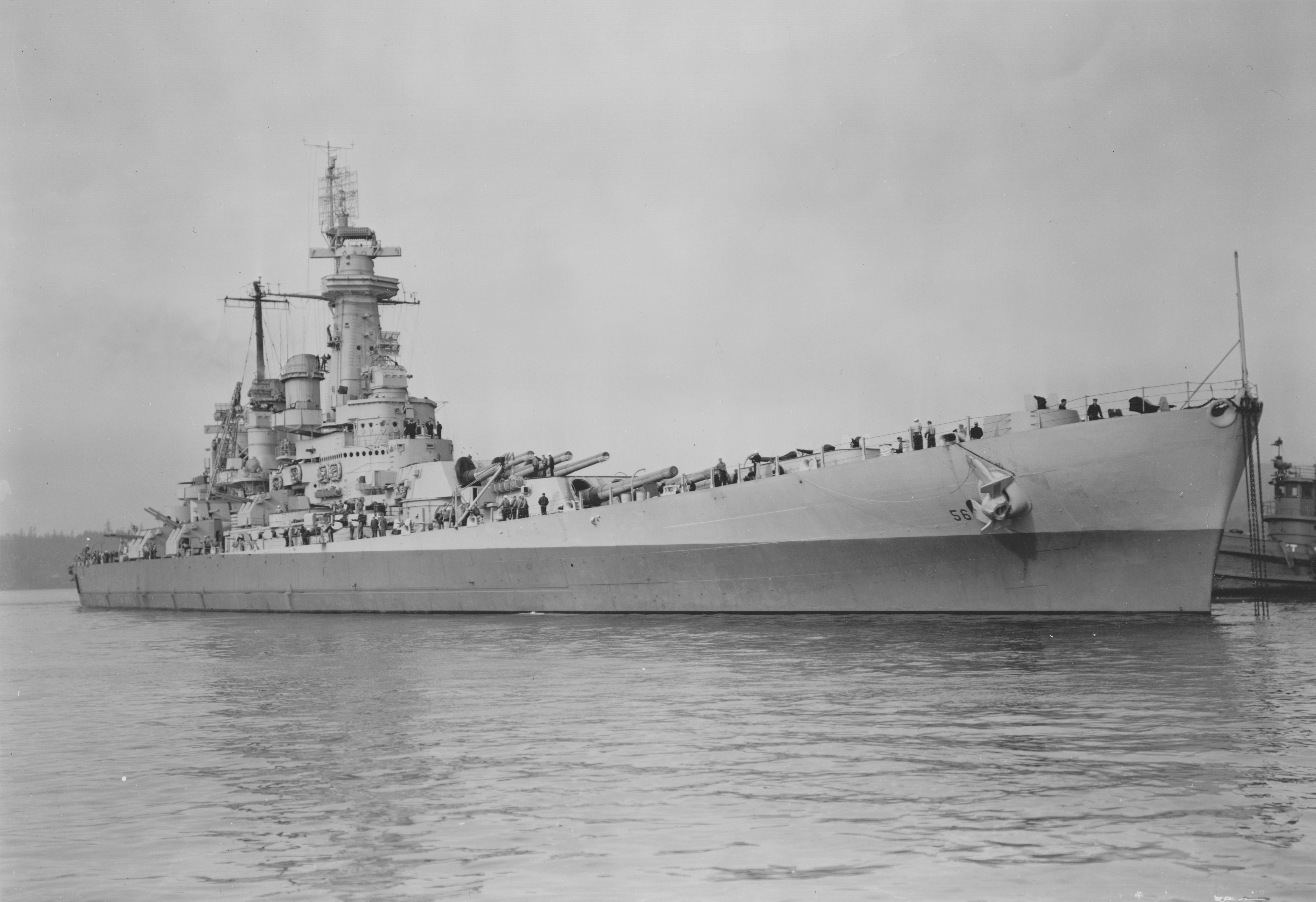
A USS Washington (BB-56) amerikai csatahajó, a Task Group 58.7 zászlóshajója. ebbe a kötelékbe tartozott testvérhajója, a USS North Carolina (BB-55) is.
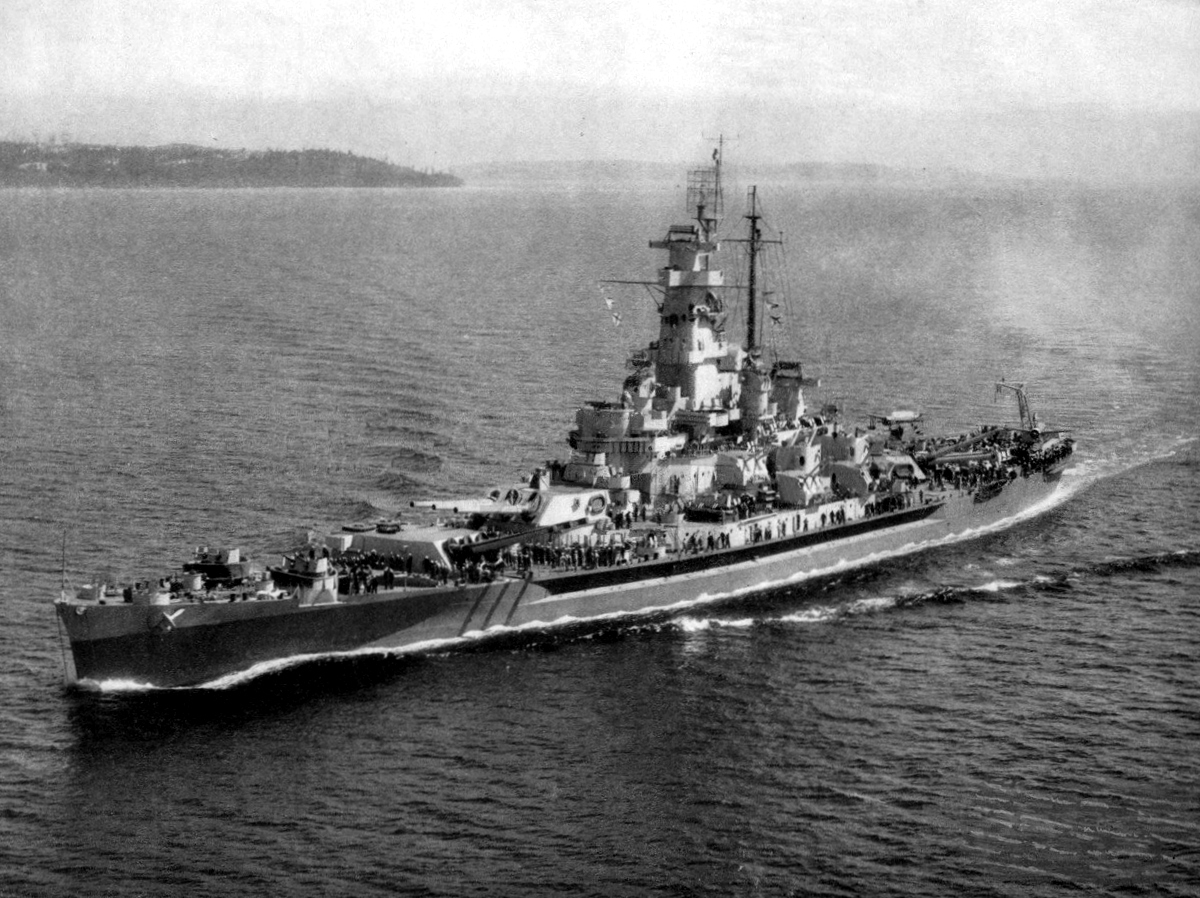
South Dakota osztályú amerikai csatahajó.
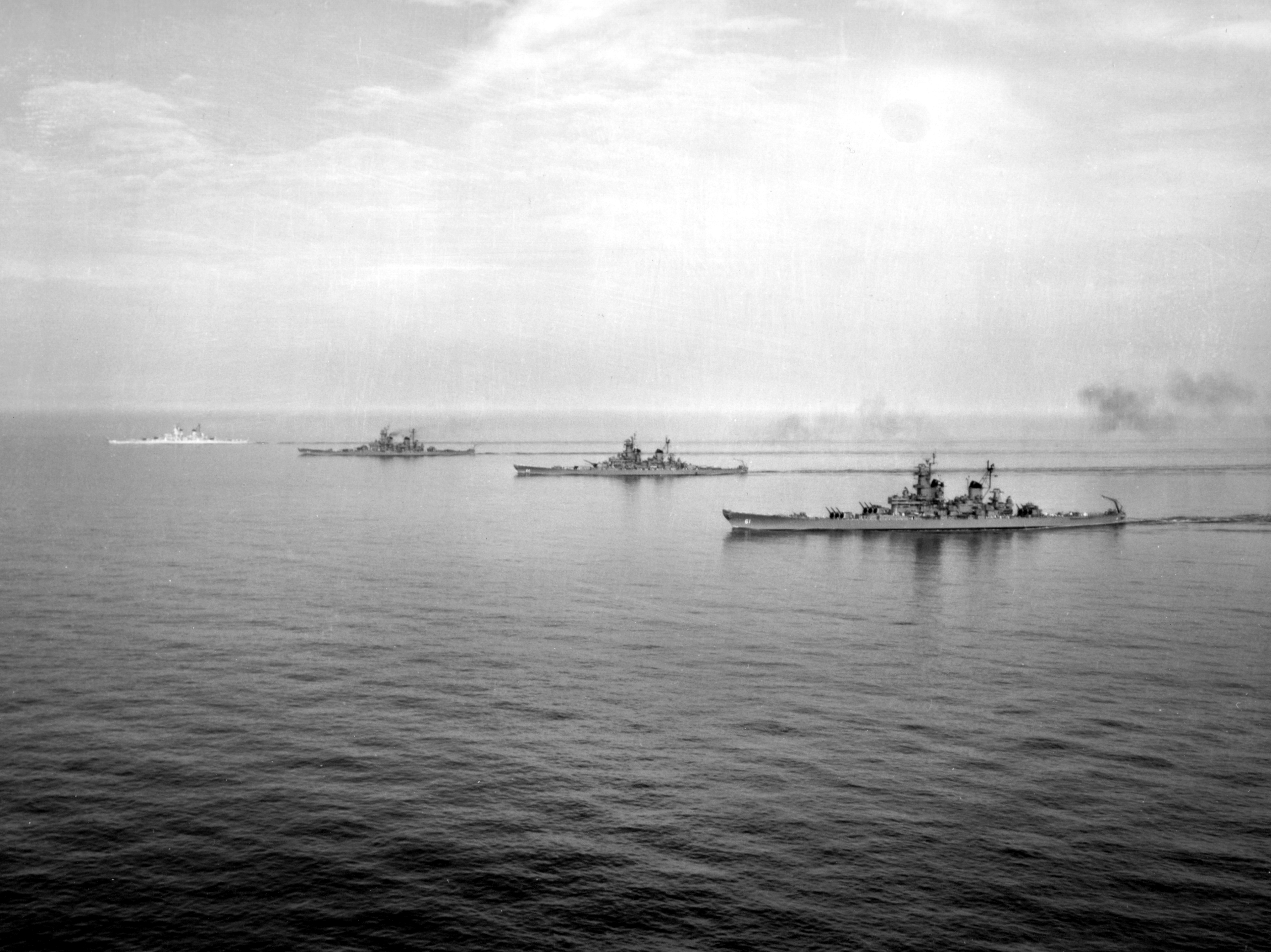
A négy Iowa osztályú csatahajó hadgyakorlaton, 1954-ben. Ezek voltak a második világháború legnagyobb méretű amerikai hadihajói, kettő vett részt a filippínó-tengeri csatában.

### Császári Japán Haditengerészet (大日本帝國海軍, Dai-Nippon Teikoku Kaigun)

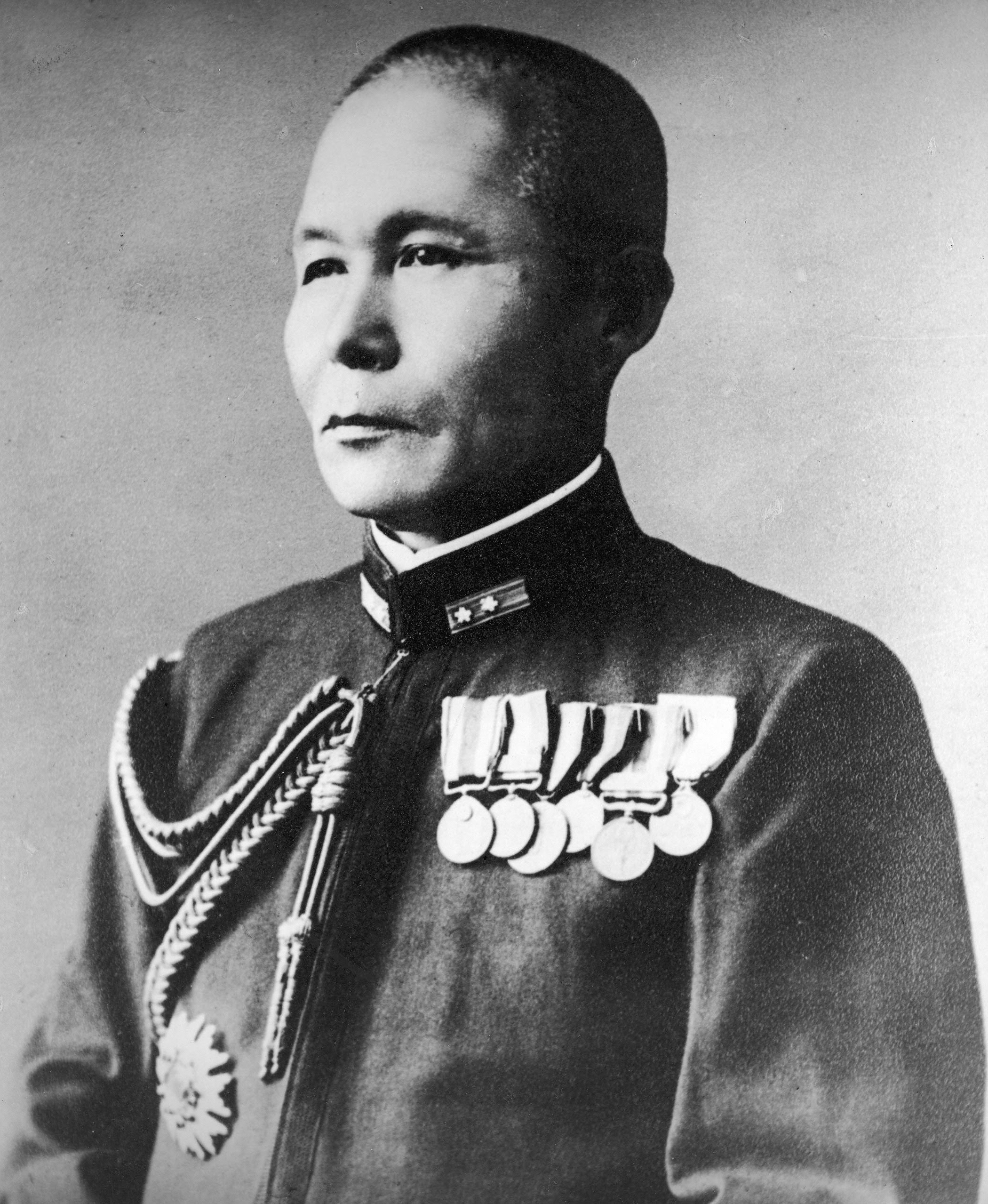
Jisaburō Ozawa (小沢 治三郎) (1886-1966) japán altengernagy, a filippínó-tengeri csatát megvívó japán flottakötelék parancsnoka.
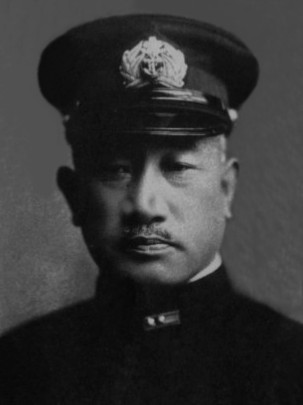
Kakuji Kakuta (角田 覚治) (1890-1944) japán altengernagy, a filippínó-tengeri csata idején a szárazföldi bázisú japán Első Légiflotta parancsnoka.

A filippínó-tengeri csatában részt vevő japán flottakötelék a következő egységekből állt: 3 gyors repülőgép-hordozó (Taihō, Shōkaku, Zuikaku), 2 óceánjárókból átépített, lassúbb repülőgép-hordozó (Junyō, Hiyō), 4 könnyű repülőgép-hordozó (Ryūhō, Chitose, Chiyoda, Zuihō), öt csatahajó (Yamato, Musashi, Kongō, Haruna, Nagato) közülük a Yamato osztály egységei az akkori világ legnagyobb méretű hadihajói voltak, tizenhárom nehézcirkáló, hat könnyűcirkáló, 27 romboló, 6 tartályhajó, 24 tengeralattjáró. 

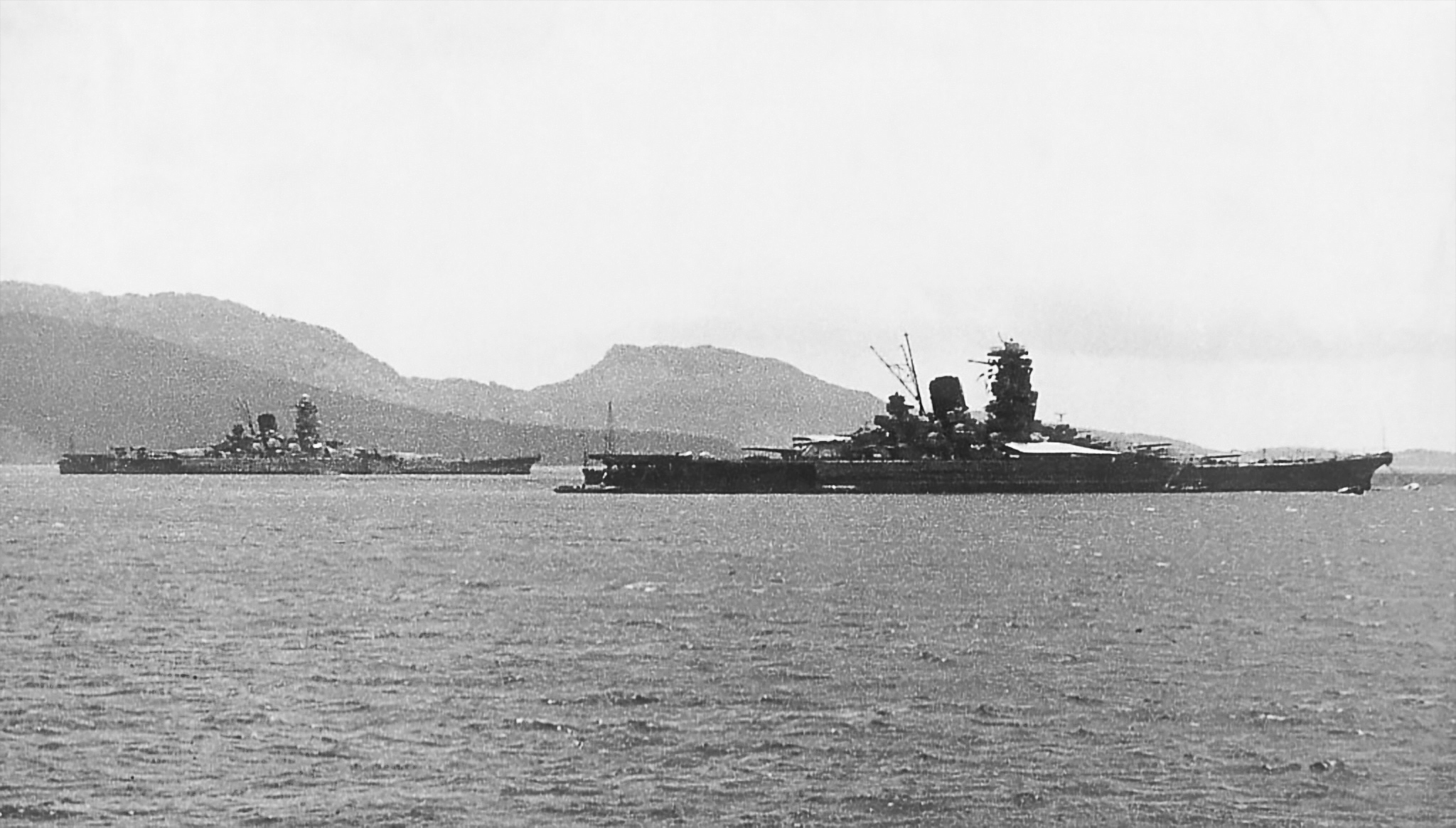
A második világháborúban részt vett legnagyobb méretű hadihajók, a japán Yamato osztályú Yamato és Musashi csatahajók.
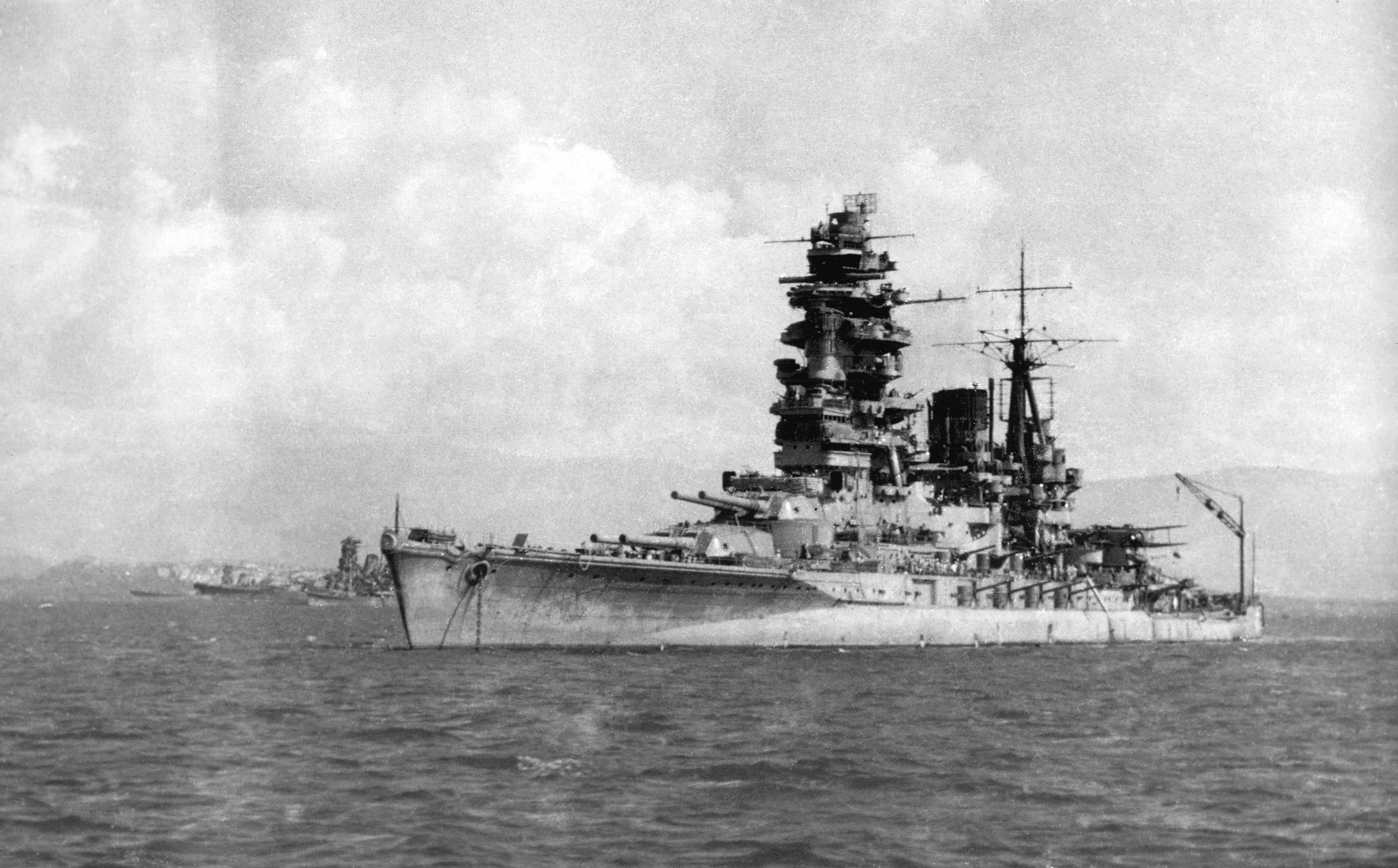
A Nagato japán csatahajó 1944-ben. A háttérben a Yamato osztály két egysége látható.
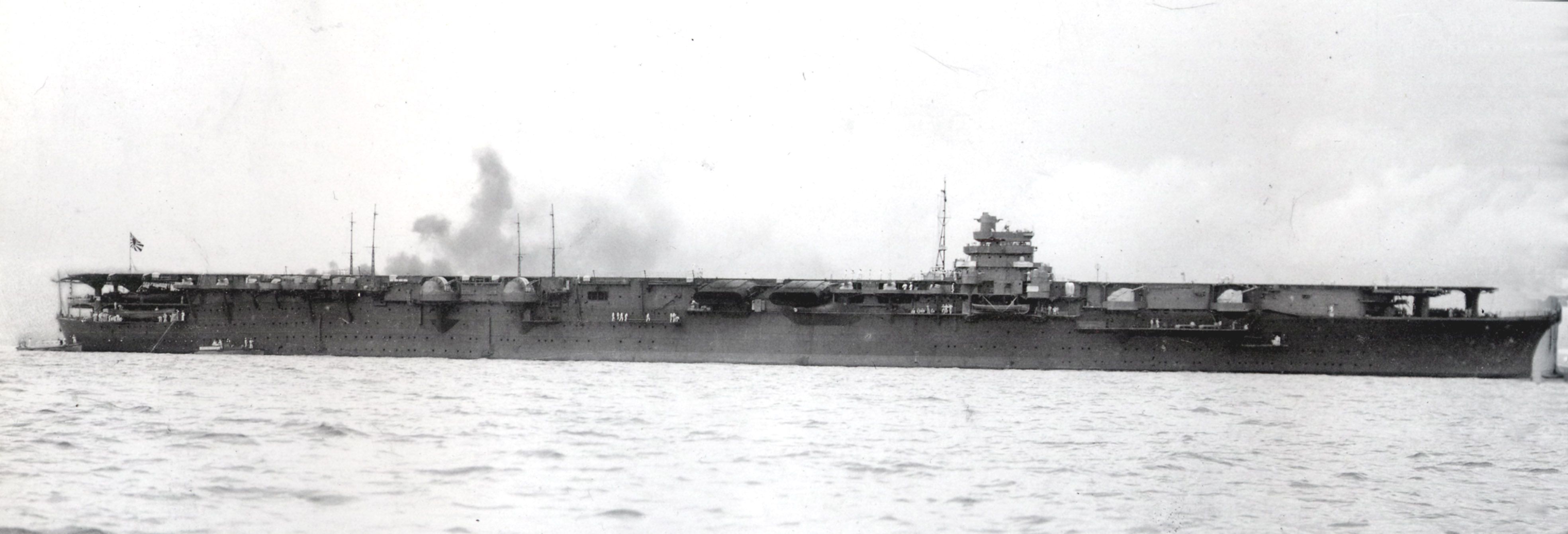
A Shōkaku japán repülőgép-hordozó 1941-ben.
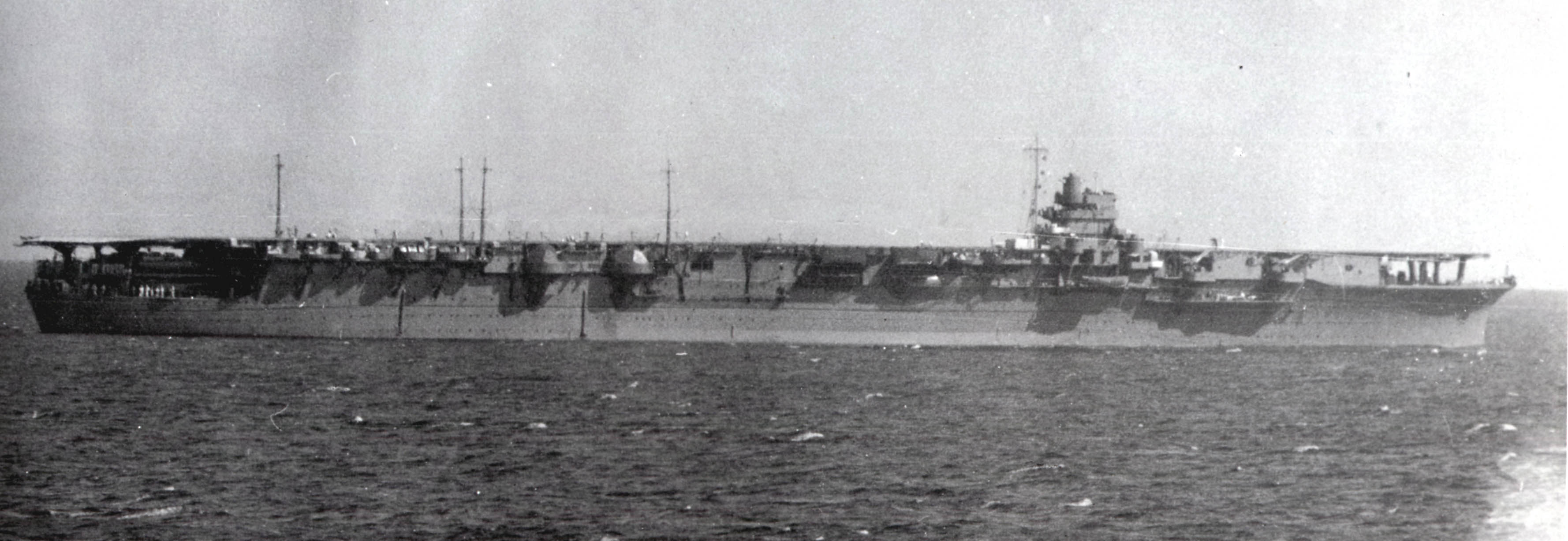
A Zuikaku japán repülőgép-hordozó 1941-ben.
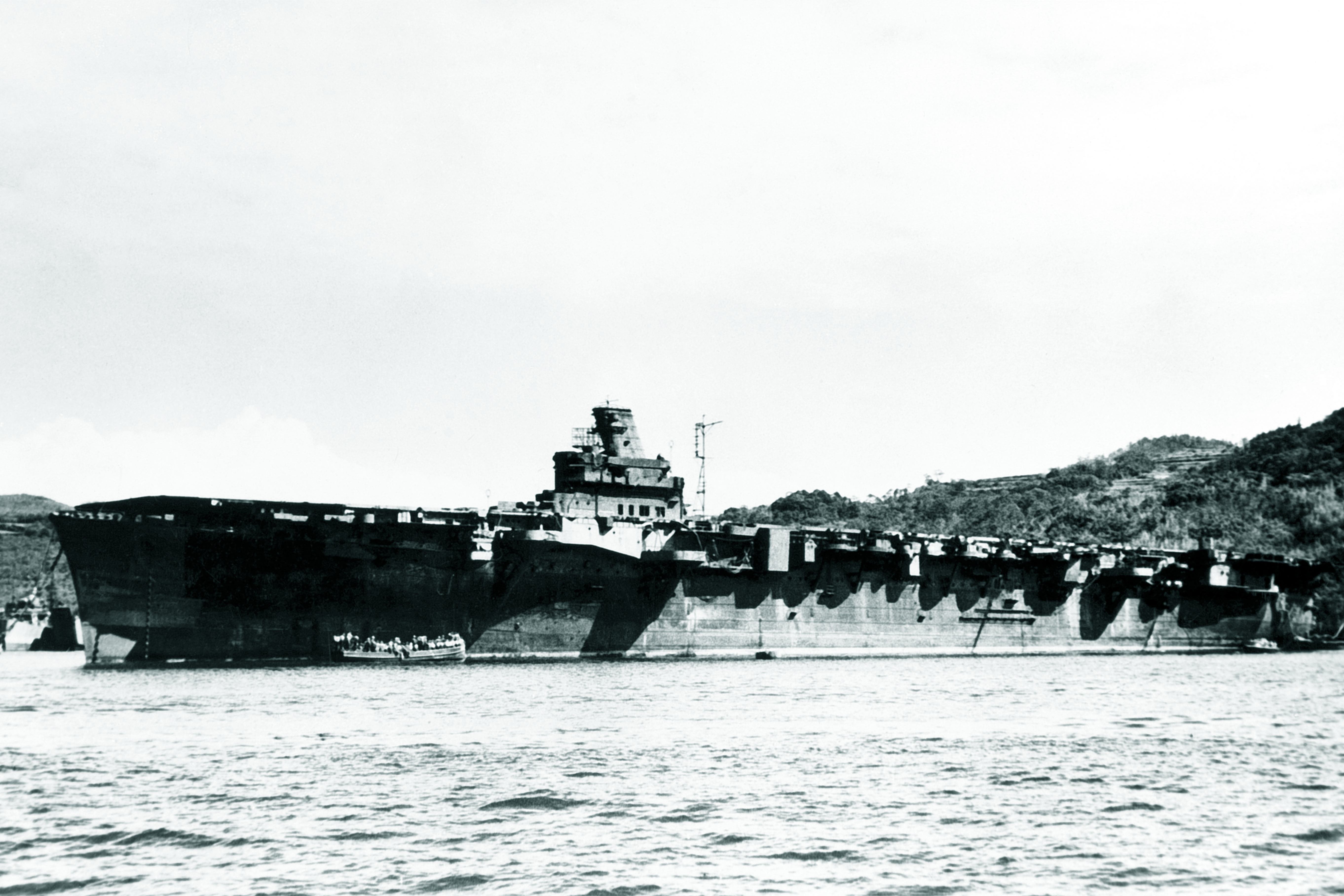
A Junyō japán repülőgép-hordozó testvérhajójával, a Hiyō-val együtt vett részt a filippínó-tengeri csatában.
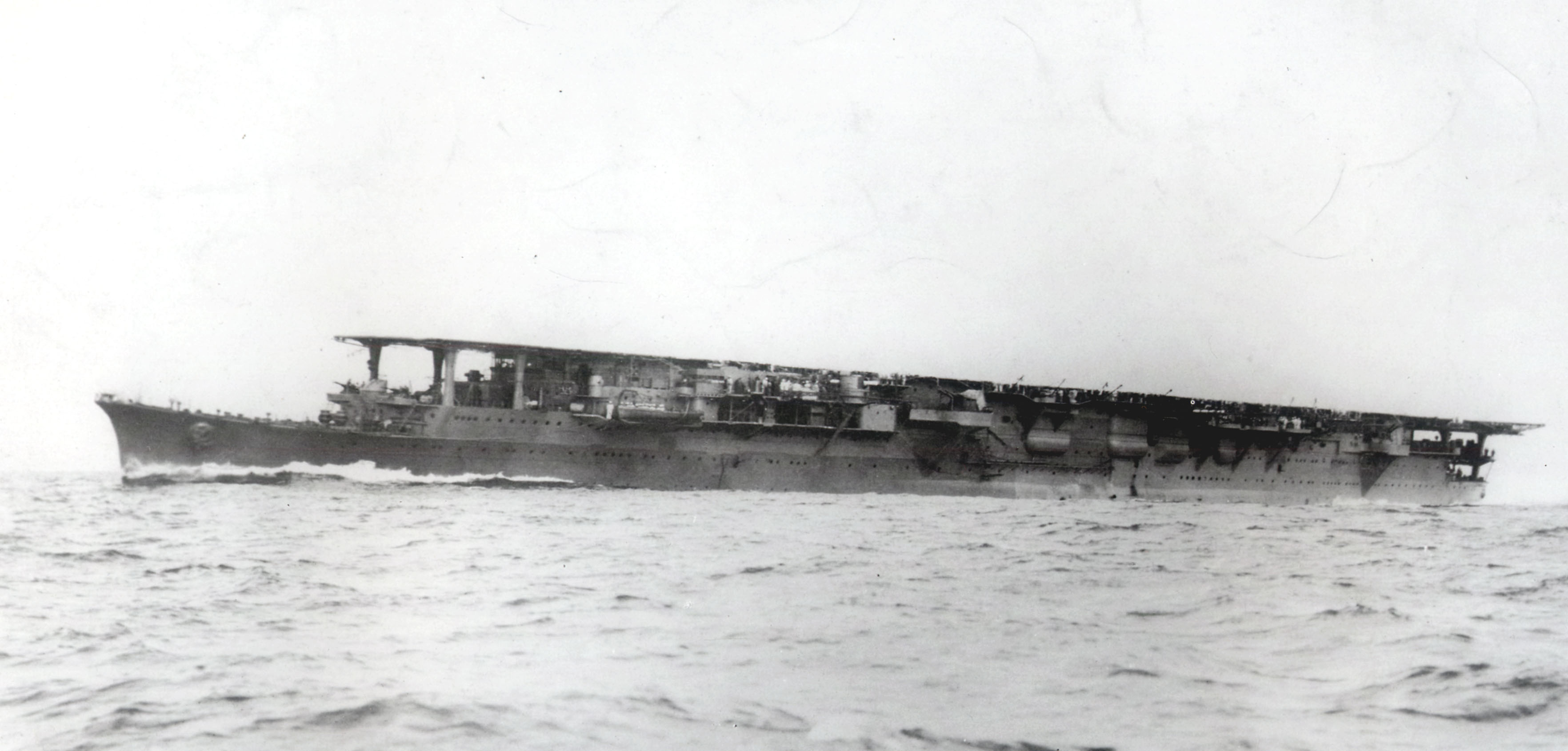
A Ryūhō japán könnyű repülőgép-hordozó.
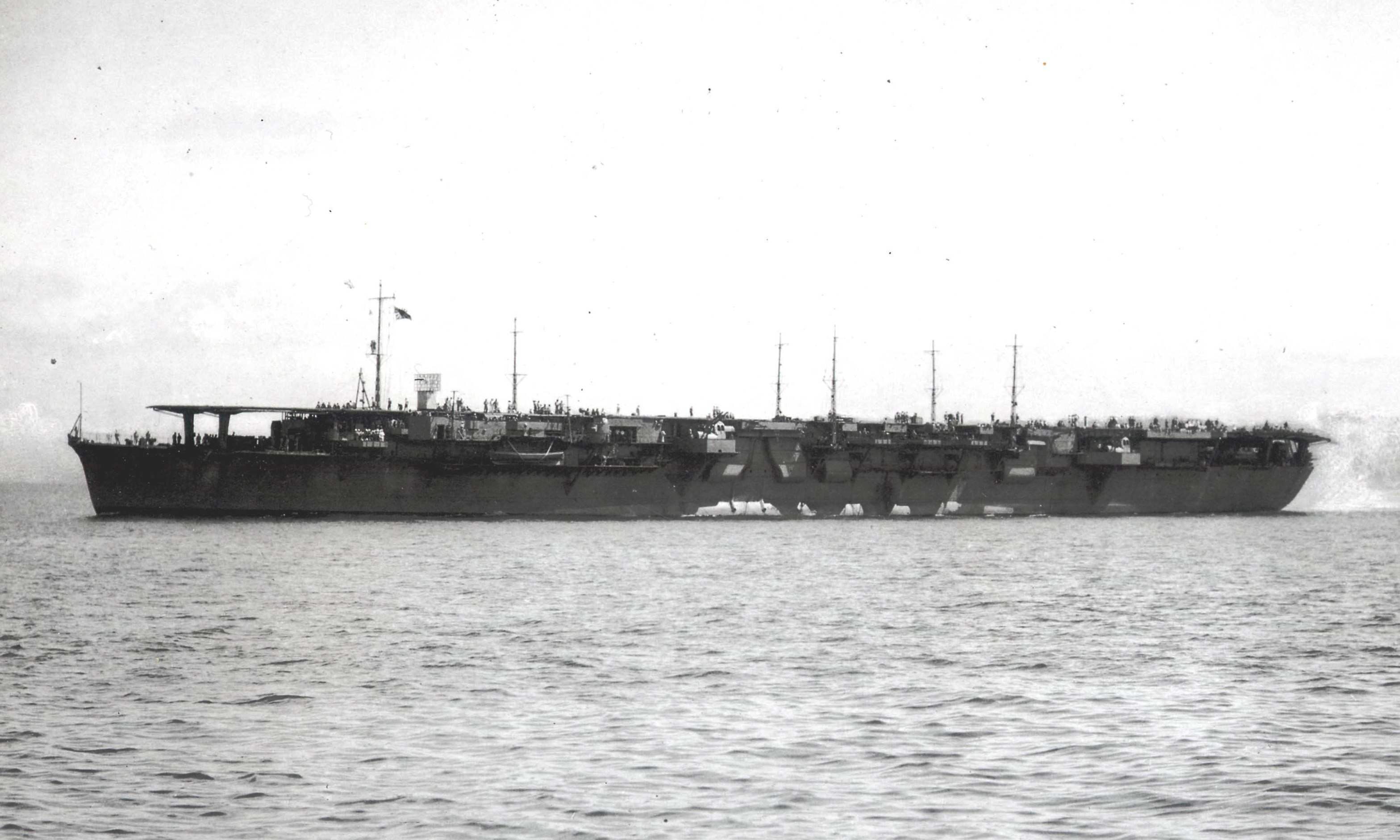
A Chitose japán könnyű repülőgép hordozó testvérhajója, a Chiyoda oldalán vett részt a filippínó-tengeri csatában.
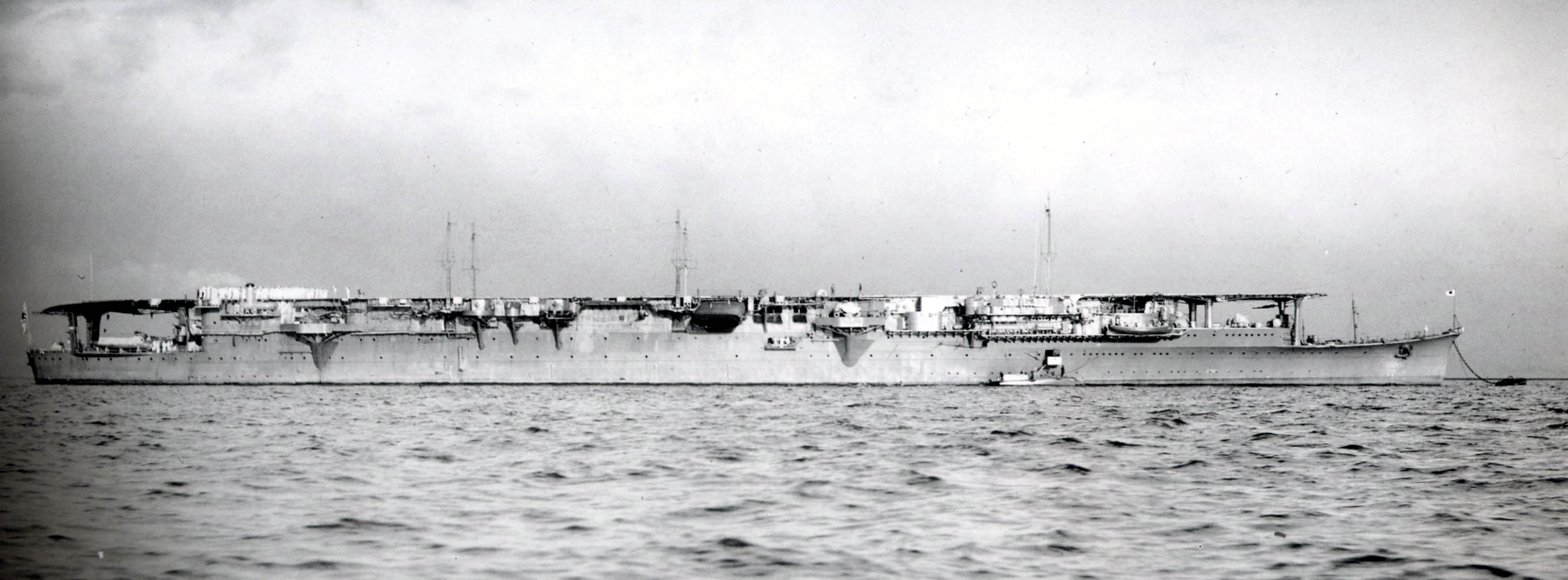
A Zuihō japán könnyű repülőgép-hordozó.

## Fordítás
- Ez a szócikk részben vagy egészben  a   Battle of the Philippine Sea című angol Wikipédia-szócikk ezen változatának fordításán alapul.  Az eredeti cikk szerkesztőit annak laptörténete sorolja fel. Ez a jelzés csupán a megfogalmazás eredetét és a szerzői jogokat jelzi, nem szolgál a cikkben szereplő információk forrásmegjelöléseként.